# Sant Sadurní de Salelles
L'església deSant Sadurní de Salelles és una obra del poble de Salelles dins del municipi de Sant Salvador de Guardiola (Bages) inclosa en l'Inventari del Patrimoni Arquitectònic de Catalunya.

## Descripció
Es tracta d'una construcció del segle xi, amb reformes al llarg dels s.XVI-XVII, que consistiren en l'allargament de la nau, la construcció de capelles laterals i d'un nou campanar de torre; l'antic campanar d'espadanya encara avui es pot veure si pugem a l'actual. Fou eliminat el primitiu absis per tal de construir-se la rectoria; l'actual és obrat en totxo. L'estructura de l'església era d'una sola nau, rectangular, amb un absis semicircular a sol ixent cobert amb una volta de quart d'esfera, mentre que la nau ho seria amb volta de canó de mig punt, forma que actualment encara conserva, malgrat l'enguixat que recobreix els murs interiors i que tapen l'aparell. La porta es troba al cantó sud i té gravada la data de 1626. En aquest mateix mur de migdia s'obre una finestra de dobla esqueixada. L'aparell exterior és obrat amb carreus ben disposats en filades.
Es conserva a la masia de Can Miralda d'estil romànic tardà del segle xiii la imatge de la Mare de Déu de Gràcia feta en una talla de fusta.

## Història
Estava situada dins l'antic terme de Manresa, al lloc de Salelles, documentat, aquest, des del 962, mentre que l'església apareix citada el 1053. Amb categoria de parròquia es troba documentada el 1134, i confirmada en una relació de parròquies anterior al 1154. La funció parroquial encara l'exerceix actualment.
Al llarg dels segles XVI.XVII s'hi feren diferents transformacions i afegits. Fa pocs anys s'hi ha fet reformes per tal de restaurar algunes parts de l'església romànica, que és l'obra original.
L'estat de conservació de l'edifici és molt bo, encara que les reformes fetes als segles XVI-XVII transformaren en algunes parts la construcció genuïnament romànica del s. XI. Està situada en el terme de Sant Salvador de Guardiola; està oberta al culte i és la parròquia de Salelles.